# DNPH1
DNPH1 (англ. 2'-deoxynucleoside 5'-phosphate N-hydrolase 1) – білок, який кодується однойменним геном, розташованим у людей на 6-й хромосомі. Довжина поліпептидного ланцюга білка становить 174 амінокислот, а молекулярна маса — 19 108.
| 10         |  | 20         |  | 30         |  | 40         |  | 50         |
| ---------- |  | ---------- |  | ---------- |  | ---------- |  | ---------- |
| MAAAMVPGRS |  | ESWERGEPGR |  | PALYFCGSIR |  | GGREDRTLYE |  | RIVSRLRRFG |
| TVLTEHVAAA |  | ELGARGEEAA |  | GGDRLIHEQD |  | LEWLQQADVV |  | VAEVTQPSLG |
| VGYELGRAVA |  | FNKRILCLFR |  | PQSGRVLSAM |  | IRGAADGSRF |  | QVWDYEEGEV |
| EALLDRYFEA |  | DPPGQVAASP |  | DPTT       |  |            |  |            |

A: Аланін

C: Цистеїн

D: Аспарагінова кислота

E: Глутамінова кислота

F: Фенілаланін

G: Гліцин

H: Гістидин

I: Ізолейцин

K: Лізин

L: Лейцин

M: Метіонін

N: Аспарагін

P: Пролін

Q: Глутамін

R: Аргінін

S: Серин

T: Треонін

V: Валін

W: Триптофан

Кодований геном білок за функціями належить до гідролаз, глікозидаз, фосфопротеїнів. 
Задіяний у таких біологічних процесах, як метаболізм нуклеотидів, ацетилювання, альтернативний сплайсинг. 
Локалізований у цитоплазмі, ядрі.